# Palazzo delle Poste (Campobasso)
Il palazzo delle Poste centrali di Campobasso venne costruito tra il 1923 e il 1927. Progettato dall'ing. Giambattista de Capoa esso si sviluppa su un pian terreno e due piani più un altro sovrapposto successivamente.
Le tre porte d'ingresso principali sono abbellite da robuste inferriate su cui sono presenti, in quella a sinistra, lo stemma della Città di Campobasso e, in quella a destra, lo stemma della Provincia di Campobasso.
Nella porta laterale di sinistra, sotto la scritta "Direzione", è presente un bassorilievo in bronzo raffigurante Mercurio che tiene nella mano destra le saette, simbolo della velocità, e nella sinistra il caduceo (bastone con due serpenti attorcigliati).
Nella porta laterale di destra, sotto la scritta "Accettazione telegrafica" un altro bassorilievo riproduce Cerere con le spighe in mano ed in rapido movimento. Sullo sfondo una nave in mare e un treno a vapore mentre esce da una galleria. Questi ultimi bronzi portano la firma di U. Marcellini di Napoli e sono simboli indicanti la missione delle Poste.